# گون (مانگا)
گون (به ژاپنی: ゴン) نام یک دایناسور کوچولوی خیالی است ، قهرمان مجموعه مانگایی به همین نام، نوشته ماساهی تاناکا است. گون به نحوی در پی انقراض نسل دایناسورها جان سالم به در برد و سپس با جانوران موجود در دوران پارینه‌سنگی ارتباط برقرار کرد. تنها کارهایی که انجام می‌داد، شامل خوردن، خوابیدن و بازی‌گوشی بود. گون اغلب برای نقشی که در بازی ویدئویی تکن ۳ داشت، در خارج از ژاپن مورد توجه قرار گرفت. یک مجموعه انیمه ۵۰ قسمتی نیز از روی نسخه مانگا ساخته شده‌است که پخش آن از ۲ آوریل ۲۰۱۲ شروع شده، و تا ۲۵ مارس ۲۰۱۳ ادامه داشت.

## گون در بازی تکن ۳
گون یکی از شخصیت‌های بازی رایانه‌ای تکن نیز می‌باشد. او در کنار دکتر بوسکونوویچ، یکی از ۲ کاراکتر افتخاری بازشدنی برای نسخه پلی‌استیشن تکن ۳ بود که به وسیلهٔ بازی در موده تکن بال قابل انتخاب می‌شد. او اهل ژاپن می‌باشد و توانایی‌های خارق العاده دارد. از قابلیت‌های او می‌توان به پرتاب کردن آتش و خارج کردن باد از شکم به منظور کم کردن قدرت حریف اشاره کرد.